# Portrush
Portrush (en gaèlic irlandès Port Rois que vol dir "port del penyal"; en escocès de l'Ulster Tha Port) és una vila d'Irlanda del Nord, al comtat d'Antrim, a la província de l'Ulster. Està al costat de la frontera amb el comtat de Derry.
En temporada baixa és una ciutat dormitori del proper campus de la Universitat de l'Ulster a Coleraine. Està al costat del complex de Portstewart. La ciutat és ben coneguda per les seves tres platges sorroses, les West Strand, East Strand i White Rocks, així com pel Royal Portrush Golf Club, únic club de golf fora de la Gran Bretanya que hostatja l'Obert Britànic de Golf.

## Demografia
Portrush és classificada com a petita ciutat per la Northern Ireland Statistics and Research Agency (NISRA) (amb una població entre 4.500 i 10.000 peersones). Segons el cens de 2001 tenia 6.372 habitants dels quals:
- 20,8% tenien menys de 16 anys i el 23,1% més de 60
- 46,2% eren homes i el 53,8% eren dones
- 23,6% són catòlics irlandesos i el 70,6% són protestants
- 5,1% de la població entre 16–74 anys està a l'atur.

## Història
Els incidents més importants durant el conflicte d'Irlanda del Nord a Portrush es produïren el 6 d'agost de 1976, quan l'IRA provisional va fer esclatar sis cotxes bomba. I l'11 d'abril de 1987 Robert McLean (44) i Frederick Armstrong (40), tots dos protestants membres del Royal Ulster Constabulary (RUC), van ser morts a trets per l'IRA Provisional (PIRA) mentre patrullaven a Main Street, Portrush.

## Personatges
- Graeme McDowell, jugador de golf